# Дискография Граймс
Канадская певица и автор песен Граймс, выпустила пять студийных альбомов, три мини-альбома и тринадцать синглов (включая пять в соавторстве), четыре промосингла, двадцать один музыкальный клип, один альбом ремиксов и один DJ-микс. Родившаяся и выросшая в Ванкувере Клэр Буше начала записывать экспериментальную музыку во время учёбы в университете Макгилла в Монреале, где она увлеклась андерграундной музыкальной сценой.
В январе 2012 года Граймс сообщила в Твиттере, что подписала контракт с музыкальным лейблом 4AD, на котором выпустила альбом Visions в феврале 2012 года в Северной Америке и в марте того же года в остальных странах.
Музыка Граймс была отмечена критиками и журналистами как нетипичное сочетание вокальных элементов, так и за широкий спектр влияний, начиная от электроники до поп, хип-хоп, R&B, нойз-рока, и даже средневековой музыки.
В 2013 году Граймс была удостоена премии Webby как артист года и премии Джуно за электронный альбом года.

## Студийные альбомы
| Название                                                                   | Детали                                                                                   | Пик в чартах | Пик в чартах | Пик в чартах | Пик в чартах | Пик в чартах | Пик в чартах | Пик в чартах | Пик в чартах | Пик в чартах | Пик в чартах | Продажи       |
| Название                                                                   | Детали                                                                                   | CAN          | AUS          | BEL (FL)     | IRE          | NL           | NZ           | UK           | US           | US Alt.      | US Ind.      | Продажи       |
| -------------------------------------------------------------------------- | ---------------------------------------------------------------------------------------- | ------------ | ------------ | ------------ | ------------ | ------------ | ------------ | ------------ | ------------ | ------------ | ------------ | ------------- |
| Geidi Primes                                                               | - Релиз: 10 января 2010 - Лейбл: Arbutus - формат: CD, LP, Цифровая дистрибуция, кассета | —            | —            | —            | —            | —            | —            | —            | —            | —            | —            |               |
| Halfaxa                                                                    | - Релиз: 30 сентября 2010 - Лейбл: Arbutus - формат: CD, LP, Цифровая дистрибуция        | —            | —            | —            | —            | —            | —            | —            | —            | —            | —            |               |
| Visions                                                                    | - Релиз: 31 января 2012 - Лейбл: 4AD - формат: CD, LP, Цифровая дистрибуция              | —            | —            | 46           | 65           | —            | —            | 67           | 98           | 17           | 13           | - US: 110,000 |
| Art Angels                                                                 | - Релиз: 6 ноября 2015 - Лейбл: 4AD - формат: CD, LP, Цифровая дистрибуция, кассета      | 16           | 30           | 82           | 31           | 84           | 28           | 31           | 36           | 1            | 2            | - US: 50,000  |
| Miss Anthropocene                                                          | - Релиз: 21 февраля 2020 - Лейбл: 4AD - формат: CD, LP, Цифровая дистрибуция             | 31           | 10           | 36           | 20           | 68           | 28           | 10           | 32           | 4            | 3            |               |
| «—» означает, что не попал в чарт или не был выпущен на данной территории. |                                                                                          |              |              |              |              |              |              |              |              |              |              |               |

### Мини-альбомы
| Название               | Детали                                                                                        |
| ---------------------- | --------------------------------------------------------------------------------------------- |
| Lethe                  | - Релиз: 18 декабря 2007 - Лейбл: независимый - Формат: Цифровая дистрибуция                  |
| Darkbloom (with d'Eon) | - Релиз: 18 апреля 2011 - Label: Arbutus, Hippos in Tanks - Formats: CD, Цифровая дистрибуция |
| Ambrosia               | - Релиз: 30 ноября 2012 - Лейбл: 4AD - Формат: CD                                             |
| Fairies Cum First      | - Будет реализовано: 2022 - Лейбл: Columbia Records                                           |

### DJ миксы
| Название | Детали                                                    |
| --- | --------------------------------------------------------- |
| This story is dedicated to all those cyberpunks who fight against injustice and corruption every day of their lives! | - Выпущен: 11 декабря 2020 - Формат: Цифровая дистрибуция |

### Альбом ремиксов
| Название                         | Описание                                                |
| -------------------------------- | ------------------------------------------------------- |
| Miss Anthropocene (Rave Edition) | - Выпущен: 1 января 2021 - Формат: Цифровая дистрибуция |

## Синглы

### Как ведущая вокалистка
| «Genesis»                                                                     | 2012 | —  | —  | — | 44 | —  | —  | —   | 37 | —  | —  | - RIAA: Золото | Visions             |
| «Go» (при участии Blood Diamonds)                                             | 2014 | —  | —  | — | —  | —  | —  | 190 | 23 | 22 | —  |                | Внеальбомные синглы |
| «Entropy» (при участии Bleachers)                                             | 2015 | —  | —  | — | —  | —  | —  | —   | —  | —  | —  |                | Внеальбомные синглы |
| «Flesh Without Blood»                                                         | 2015 | 46 | 84 | — | 43 | —  | —  | —   | 27 | 18 | 23 |                | Art Angels          |
| «Kill V. Maim»                                                                | 2016 | —  | —  | — | —  | —  | —  | —   | —  | —  | —  |                | Art Angels          |
| «We Appreciate Power» (при участии Hana)                                      | 2018 | —  | —  | — | 13 | 35 | 69 | —   | —  | —  | 40 |                | Miss Anthropocene   |
| «Violence» (with i_o)                                                         | 2019 | —  | —  | — | 48 | 31 | —  | —   | —  | 19 | —  |                | Miss Anthropocene   |
| «So Heavy I Fell Through the Earth»                                           | 2019 | —  | —  | — | —  | —  | —  | —   | —  | 18 | —  |                | Miss Anthropocene   |
| «My Name Is Dark»                                                             | 2019 | —  | —  | — | —  | —  | —  | —   | —  | 22 | —  |                | Miss Anthropocene   |
| «4ÆM»                                                                         | 2019 | —  | —  | — | —  | —  | —  | —   | —  | 18 | —  |                | Miss Anthropocene   |
| «Delete Forever»                                                              | 2020 | —  | —  | — | —  | —  | —  | —   | —  | 14 | —  |                | Miss Anthropocene   |
| «Player of Games»                                                             | 2021 | —  | —  | — | —  | —  | —  | —   | —  | 19 | —  |                | Book 1              |
| «Shinigami Eyes»                                                              | 2022 | —  | —  | — | —  | 19 | —  | —   | —  | 12 | 36 |                | Fairies Cum First   |
| «I wanna be software» (при уч Illagelo)                                       | 2023 | —  | —  | — | —  | —  | —  | —   | —  | —  | —  |                | Book 1              |
| «—» означает, что не попал в чарт или не был реализован на данной территории. |      |    |    |   |    |    |    |     |    |    |    |                |                     |

## Другие попавшие в чарты треки
| «Medieval Warfare»                      | 2016 | — | —  | —  | 24 | Suicide Squad: The Album |
| «Darkseid» (with 潘PAN)                 | 2020 | — | —  | 31 | —  | Miss Anthropocene        |
| «New Gods»                              | 2020 | — | —  | 34 | —  | Miss Anthropocene        |
| «You’ll Miss Me When I’m Not Around»    | 2020 | — | 36 | 10 | —  | Miss Anthropocene        |
| «Before the Fever»                      | 2020 | — | —  | 41 | —  | Miss Anthropocene        |
| «Idoru»                                 | 2020 | — | —  | 27 | —  | Miss Anthropocene        |
| «Sheesh» (Benee featuring Grimes)       | 2020 | — | 12 | —  | —  | Hey U X                  |
| «—» означает, что трек не попал в чарт. |      |   |    |    |    |                          |

## Промосинглы
| Название                                                                           | Год  | Пик в чартах | Пик в чартах | Пик в чартах | Сертификация   | Альбом             |
| Название                                                                           | Год  | IRE          | MEX Air.     | US Electro   | Сертификация   | Альбом             |
| ---------------------------------------------------------------------------------- | ---- | ------------ | ------------ | ------------ | -------------- | ------------------ |
| «Oblivion»                                                                         | 2012 | 92           | 39           | —            | - RIAA: Золото | Visions            |
| «Realiti»                                                                          | 2015 | —            | —            | 30           |                | Art Angels         |
| «Scream» (при уч. Aristophanes)                                                    | 2015 | —            | —            | —            |                | Art Angels         |
| «Pretty Dark»                                                                      | 2019 | —            | —            | —            |                | Внеальбомный сингл |
| «—» означает, что трек не попал в чарт или не был реализован на данной территории. |      |              |              |              |                |                    |

## Появления в качестве гостя
| Название                           | Год  | Другой артист(ы)       | Альбом                                              |
| ---------------------------------- | ---- | ---------------------- | --------------------------------------------------- |
| «Golden Calf»                      | 2013 | Doldrums               | Lesser Evil                                         |
| «Take Me Away»                     | 2014 | Bleachers              | Strange Desire                                      |
| «Heaven»                           | 2015 | Troye Sivan, Betty Who | Blue Neighbourhood                                  |
| «Dark Come Soon»                   | 2017 | Hana                   | Tegan and Sara Present The Con X: Covers            |
| «The Medicine Does Not Control Me» | 2018 | Jimmy Urine            | Euringer                                            |
| «Play Destroy»                     | 2018 | Poppy                  | Am I a Girl?                                        |
| «nihilist blues»                   | 2019 | Bring Me The Horizon   | amo                                                 |
| «Delicate Weapon»                  | 2020 | Нет                    | Cyberpunk 2077: Radio, Vol. 2 (Original Soundtrack) |
| «Last day / Новый день»            | 2022 | IC3PEAK                | KISS OF DEATH                                       |

## Музыкальные клипы
| Название                                        | Год  | Режиссёр(ы)               |
| ----------------------------------------------- | ---- | ------------------------- |
| « Crystal Ball»                                 | 2011 | Тим Келли                 |
| «Vanessa»                                       | 2011 | Клэр Буше                 |
| «Oblivion»                                      | 2012 | Эмили Кай бок и Клэр Буше |
| «Nightmusic»                                    | 2012 | Джон Лондоньо             |
| «Genesis»                                       | 2012 | Клэр Буше                 |
| «Go» (при уч. Blood diamonds)                   | 2014 | Клэр Буше                 |
| «Realiti»                                       | 2015 | Клэр Буше                 |
| «Flesh without Blood»/«Life in the Vivid Dream» | 2015 | Клэр Буше                 |
| «Kill V. Maim»                                  | 2016 | Мак Буше и Граймс         |
| «California»                                    | 2016 | Мак Буше и Граймс         |
| «Butterfly»                                     | 2016 | Мак Буше и Граймс         |
| «World Princess Part II»                        | 2016 | Мак Буше и Граймс         |
| «Scream» (featuring Aristophanes)               | 2016 | Мак Буше и Граймс         |
| «Belly of the Beat»                             | 2016 | Мак Буше и Граймс         |
| «Venus Fly» (при уч. Janelle Monáe)             | 2017 | Граймс                    |
| «Violence» (при уч. I_o)                        | 2019 | Граймс                    |
| «Delete Forever»                                | 2020 | Граймс                    |
| «Idoru»                                         | 2020 | Граймс                    |
| «You’ll Miss Me When I’m Not Around»            | 2020 | Мак Буше                  |
| «Player Of Games»                               | 2021 | Anton Tammi               |
| «Shinigami Eyes»                                | 2022 | BRTHR                     |

### Комментарии
1. ↑  Ambrosia был реализован как бонусный EP с the Rough Trade эксклюзивного издания Visions.'"`UNIQ--ref-0000000E-QINU`"'
2. ↑  "Flesh Without Blood" did not enter the Wallonie Ultratop 50, but charted as an "extra tip" on the Ultratip chart.'"`UNIQ--ref-00000018-QINU`"'
3. ↑  "Kill V. Maim" did not enter the Flanders Ultratop 50, but charted as an "extra tip" on the Ultratip chart.'"`UNIQ--ref-0000001A-QINU`"'
4. ↑  "Kill V. Maim" did not enter the Wallonie Ultratop 50, but charted as an "extra tip" on the Ultratip chart.'"`UNIQ--ref-0000001C-QINU`"'
5. ↑  "We Appreciate Power" did not enter the UK Singles Chart, but peaked at number 94 on the UK Singles Downloads Chart.'"`UNIQ--ref-0000001E-QINU`"'
6. ↑  "Violence" did not enter the Flanders Ultratop 50, but charted as an "extra tip" on the Ultratip chart.'"`UNIQ--ref-00000020-QINU`"'
7. ↑  "You'll Miss Me When I'm Not Around" did not enter the Flanders Ultratop 50, but charted as an "extra tip" on the Ultratip chart.'"`UNIQ--ref-00000022-QINU`"'